# Lochslin
Lochslin (Schots-Gaelisch: Loch Slinn) is een dorp ten noordoosten van Loch Eye in de Schotse lieutenancy Ross and Cromarty in het raadsgebied Highland.